# Гордана Стојаковић
Гордана Стојаковић (Београд, 1957.) је ауторка многих књига које се баве проучавањем историје жена и женског покрета у Војводини, Србији и Југославији (1918–1992), али и савременим ситуацијама у којима се  жене налазе  као што су питања дискриминације жена у свету  и насиље над њима у јавној и приватној сфери. 

## Биографија
Гордана Стојаковић, рођена у Београду и студирала на Природно-математичком факултету у Београду, смер за туризам (1980.). Затим је завршила специјализацију о родним студијама у Новом Саду (2005). Докторирала је 2011. године на тему Родне перспективе у новинама Антифашистичког фронта жена (1945-1953). Гордана је оснивач неколико женских организација и руководилац пројекта о знаменитим женама Новог Сада. Научно се бави историјом жена и женским покретом у Војводини и Југославији, као и савременим питањима женског статуса у транзиционом периоду. Гордана је добила 2008. године  Годишње признање за равноправност полова од Извршног већа АП Војводине. Од 1996. године живи и ради у Новом Саду.

### Изабрана дела
Селекција дела Гордане Стојаковић:
- Слободан Ћурчић, Оливера Добривојевић и Гордана Стојаковић  (2002). Туристички водич Фрушке горе. Нови Сад: Прометеј.
- Стојаковић,  Гордана,  ур. (2001). Знамените жене Новог Сада,  Нови Сад: Футура публикације.
- Стојаковић,  Гордана,  ур. (2002). Неда- једна биографија. Нови Сад: Футура публикације.
- Стојаковић,  Гордана,  ур. (2002). Ержебет Берчек  Естер. Нови Сад: Форум и Футура публикације.
- Стојаковић, Гордана (2007) Наша савременица Савка Суботић: драмски приказ .Нови Сад: издање ауторке.
- Стојаковић, Гордана (2011), Солидарност или лајковање: Дневник феминисткиње о феминизму и левици у Србији (1978-2007). Београд: Женски информационо-документациони центар (ЖИНДОК).
- Стојаковић, Гордана (2012). Родна перспектива у новинама Антифашистичког фронта жена (1945-1953). Нови Сад: Завод за равноправност полова.
- Стојаковић Гордана и Светлана Кресоја (2015). Женска имена Новог Сада – Водич за љубитеље алтернативних тура. Нови Сад: Туристичка организација Новог Сада.
- Stojaković Gordana and Svetlana Kresoja (2015) Female  names of Novi Sad- Guidebook for Altenative Tour Lovers. Novi Sad: Tourist organisation City of Novi Sad.
- Стојаковић Гордана (2018). Савка Суботић (1834-1918) – Жена која није ништа прећутала. Нови Сад: Академска књига.
- Стојаковић, Гордана (2023). Милева Симић (1859 – 1946) – Прича о једном новосадском веку“. Нови Сад: Савез феминистичких организација „(Ре)конекција“[3]